# Roger Heath-Brown
David Rodney "Roger" Heath-Brown, F.R.S. (12 de outubro de 1952), é um matemático britânico cuja área de trabalho é a Teoria analítica dos números.
Heath-Brown demonstrou que existem infinitos números primos da forma {\displaystyle x^{3}+2y^{3}}.  
Também trabalhou na conjectura de Artin e demonstrou que, de três inteiros sem quadrados multiplicativamente independentes, ao menos um é raiz primitiva módulo p. 
Outra área de atuação de Heath-Brown é a área dos métodos de crivagem. Em colaboração com S. J. Patterson, em 1978, demonstraram a conjectura de Kummer sobre somas cúbicas de Gauss em sua forma equidistribuída.